# Tiro esportivo nos Jogos Pan-Americanos de 2019
As competições de tiro desportivo nos Jogos Pan-Americanos de 2019 em Lima, Peru, foram realizadas de 8 a 10 de agosto na Base Aérea de Las Palmas.
Foram realizados 15 eventos, divididos em seis para homens, seis para mulheres e três eventos mistos. A pistola de 50m masculina, o rifle de 50m masculino e a carabina deitado 50m masculino foram retirados em favor dos três eventos mistos. Isto ocorreu após uma guinada do Comitê Olímpico Internacional por igualdade entre os gêneros em todos os esportes.  Um total de 256 atiradores se classificaram para competir nos jogos.
Os dois melhores atiradores em cada evento individual que ainda não tiverem se classificados para os Jogos Olímpicos de Verão de 2020 em Tóquio, Japão, obtiveram a vaga. 

## Qualificação
Um total de 256 atiradores esportivos se classificaram para competir. Cada nação pode inscrever um máximo de 24 atletas (dois por evento individual). Houve três eventos classificatórios para os jogos. Não houve vagas fornecidas para os eventos mistos, já que as nações devem usar atletas já classificados para competir neles. Como país-sede, o Peru recebeu uma cota de seis atletas (dois por cada disciplina, podendo classificar mais) e houve dois convites entregues a nações não classificadas. 

## Calendário
| Julho / Agosto | 24 | 25 | 26 | 27 | 28 | 29 | 30 | 31 | 1 | 2 | 3 | 4 | 5 | 6 | 7 | 8 | 9 | 10 | 11 |
| -------------- | -- | -- | -- | -- | -- | -- | -- | -- | - | - | - | - | - | - | - | - | - | -- | -- |
| Tiro esportivo |    |    |    | 1  | 2  | 2  | 2  | 1  | 2 | 2 | 3 |   |   |   |   |   |   |    |    |

|  | Dia de competição |  | Dia de final |

## Medalhistas
Masculino
| Carabina de ar 10 m detalhes         | Lucas Kozeniesky USA Estados Unidos  | Edson Ramírez MEX México           | Marcelo Gutiérrez ARG Argentina |  |  |  |
| Carabina três posições 50 m detalhes | Timothy Sherry USA Estados Unidos    | Michael McPhail USA Estados Unidos | José Luis Sánchez MEX México    |  |  |  |
| Pistola de ar 10 m detalhes          | Jorge Grau CUB Cuba                  | Nick Mowrer USA Estados Unidos     | Júlio Almeida BRA Brasil        |  |  |  |
| Tiro rápido 25 m detalhes            | Jorge Álvarez CUB Cuba               | Leuris Pupo CUB Cuba               | Marko Carrillo PER Peru         |  |  |  |
|                                      |                                      |                                    |                                 |  |  |  |
| Fossa olímpica detalhes              | Brian Burrows USA Estados Unidos     | Derek Haldeman USA Estados Unidos  | Roberto Schmits BRA Brasil      |  |  |  |
| Skeet detalhes                       | Christian Elliott USA Estados Unidos | Juan Schaeffer GUA Guatemala       | Nicolás Pacheco PER Peru        |  |  |  |

Feminino
| Carabina de ar 10 m detalhes         | Alison Weisz USA Estados Unidos      | Minden Miles USA Estados Unidos  | Fernanda Russo ARG Argentina         |  |  |  |
| Carabina três posições 50 m detalhes | Sarah Beard USA Estados Unidos       | Eglis Yaima Cruz CUB Cuba        | Virginia Thrasher USA Estados Unidos |  |  |  |
|                                      |                                      |                                  |                                      |  |  |  |
| Pistola de ar 10 m detalhes          | Laina Pérez CUB Cuba                 | Andrea Pérez EQU Equador         | Sheyla González CUB Cuba             |  |  |  |
| Pistola 25 m detalhes                | Sandra Uptagrafft USA Estados Unidos | Diana Durango ECU Equador        | Andrea Pérez ECU Equador             |  |  |  |
|                                      |                                      |                                  |                                      |  |  |  |
| Fossa olímpica detalhes              | Ashley Carroll USA Estados Unidos    | Rachel Tozier USA Estados Unidos | Alejandra Ramírez MEX México         |  |  |  |
| Skeet detalhes                       | Kim Rhode USA Estados Unidos         | Francisca Crovetto CHI Chile     | Dania Vizzi USA Estados Unidos       |  |  |  |

Misto
| Carabina de ar 10 m detalhes | Fernanda Russo Marcelo Gutiérrez ARG Argentina   | Minden Miles Lucas Kozeniesky USA Estados Unidos     | Gabriela Martínez Edson Ramírez MEX México |  |  |  |
|                              |                                                  |                                                      |                                            |  |  |  |
| Pistola de ar 10 m detalhes  | Laina Pérez Jorge Grau CUB Cuba                  | Miglena Todorova Nickolaus Mowrer USA Estados Unidos | Andrea Pérez Yautung Cueva EQU Equador     |  |  |  |
|                              |                                                  |                                                      |                                            |  |  |  |
| Fossa olímpica detalhes      | Ashley Carroll Derek Haldeman USA Estados Unidos | Rachel Tozier Brian Burrows USA Estados Unidos       | Amanda Chudoba Curtis Wennberg CAN Canadá  |  |  |  |

## Quadro de medalhas
| Ordem | País               | Medalha de ouro | Medalha de prata | Medalha de bronze |    |
| ----- | ------------------ | --------------- | ---------------- | ----------------- | -- |
| 1     | USA Estados Unidos | 10              | 8                | 2                 | 20 |
| 2     | CUB Cuba           | 4               | 2                | 1                 | 7  |
| 3     | ARG Argentina      | 1               |                  | 2                 | 3  |
| 4     | ECU Equador        |                 | 2                | 2                 | 4  |
| 5     | MEX México         |                 | 1                | 3                 | 4  |
| 6     | CHI Chile          |                 | 1                |                   | 1  |
|       | GUA Guatemala      |                 | 1                |                   | 1  |
| 8     | BRA Brasil         |                 |                  | 2                 | 2  |
|       | PER Peru           |                 |                  | 2                 | 2  |
| 10    | CAN Canadá         |                 |                  | 1                 | 1  |
| TOTAL | TOTAL              | 15              | 15               | 15                | 45 |